# 遠軽町営バス
遠軽町営バス（えんがるちょうえいバス）とは、北海道の紋別郡遠軽町が運営する自治体バス（廃止代替バス）である。民間事業者を含む遠軽町における戦後バス路線の概要についても当記事で述べる。

## 概要
遠軽町では戦時統合を経た北見バス（北海道北見バスの前身）を中心に、北紋バスなど民間バス事業者が中心となって路線バスが運行されるが、1960年代より沿線人口の流出やモータリゼーション化によって利用客が少なくなり、バス事業者による維持が困難になり廃止された路線を、いわゆる80条バスとして町自ら運行するものである。
（新）遠軽町になってからも北海道北見バスを中心に運行されるが、昨今の財政事情による路線維持補助金供出の取り止めにより段階的に路線廃止が行われ、2009年（平成21年）10月1日付で旧町域間路線となる遠軽 - 丸瀬布と遠軽 - 上芭露（湧別町）が廃止され、丸瀬布線は町営バスが引き継ぎ、上芭露線は町内循環線の経路を一部変更して代替された。2010年（平成22年）10月1日には遠佐線（遠軽 - 安国 - 栄 - 佐呂間）が廃止されたが、遠軽町域は遠軽 - 安国間で重複している遠北線で代替可能なことから、遠軽町による代替交通機関は設定されていない。その遠北線（遠軽 - 安国 - 生田原 - 留辺蘂 - 北見）は、2010年（平成22年）度より国による補助条件から外れ自治体負担が増えたことから2011年（平成23年）4月1日付で廃止され、遠軽町域で折り返す清里線（遠軽 - 安国 - 生田原 - キララン清里）が引き続き北海道北見バスにより運行される。留辺蘂・北見方面はJR石北本線があることからバスによる代替交通は設定されていない。

### 旧 遠軽町
民間バス事業者は国道を中心とした運行体系としたため、国道から外れる遠軽 - 上富美（上湧別町。現在の湧別町）、向遠軽、瀬戸瀬温泉、北紋バスの鴻之舞・紋別（紋別市）が廃止された。鴻之舞・紋別線の遠軽町域と瀬戸瀬温泉線を町営バスが引き継ぎ、富美線は上湧別町営バス（現在の湧別町営バス）が中湧別 - 上湧別 - 上富美を運行。向遠軽線は上芭露線と統合されている。

### 旧 丸瀬布町
北見バスが1950年（昭和25年）10月より遠軽 - 丸瀬布、1953年（昭和28年）6月13日より丸瀬布 - 上武利、1960年（昭和35年）より遠軽 - 丸瀬布 - 白滝（白滝村：現在の遠軽町白滝）、1964年（昭和39年）4月1日より丸瀬布 - 上丸と丸瀬布 - 十五粁の5路線を運行したほか、北紋バスが1949年（昭和24年）10月より丸瀬布 - 鴻之舞 - 紋別を運行した。合併直前の時点で民間バス事業者が運行する一般路線は丸瀬布 - 遠軽のみで、武利線は町営バスが引き継ぎ、その他の路線は完全に廃止されている。
北見バスの営業拠点としては、1951年（昭和26年）7月25日に丸瀬布車庫を開設。1963年（昭和38年）4月1日に丸瀬布営業所となったものの、1968年（昭和43年）8月12日に車庫に戻され、1972年（昭和47年）5月14日に閉鎖された。以降は遠軽営業所が管轄する。

### 旧 白滝村
1960年（昭和35年）6月20日より遠軽 - 丸瀬布間の丸瀬布線を一部白滝駅前まで延長。同時に白滝温泉線と支湧別線が開設されたが、不採算路線の白滝温泉線は1962年（昭和37年）に廃止された。他路線も廃止予定であったが、支湧別中学校が白滝中学校に統合されたことによる通学の足確保で、丸瀬布線は丸瀬布発着に短縮されたが、支湧別線とともに朝夕1往復ずつの運行で存続した。北見バスの廃止意向は変わらず、スクールバス用として車両1台を譲渡し1970年（昭和45年）4月1日付で廃止。村による代替交通機関は設定されず、村内を通るバス路線は消滅した。
1990年（平成2年）9月22日より運行を開始した遠軽 - 旭川間（現在は札幌を含む）の都市間バスでは村内にも停留所が設置されたが、旭川・札幌方面だけではなく丸瀬布・遠軽方面への利用も可能となっている。

### 旧 生田原町
生田原町は町内・近郊路線は無く、紋別 - 遠軽 - 生田原 - 北見の郊外路線が通るのみであった。遠軽町発足まで紋別 - 北見間の北見バス運行便が遠軽発着に短縮された以外に路線廃止は無かった。

### 年表
- 1971年（昭和46年）9月16日 旧・遠軽町営バス社名渕線運行開始。
- 1973年（昭和48年）
  - 4月1日 旧・丸瀬布町営バス上武利線運行開始。
  - 4月9日 旧・遠軽町営バス瀬戸瀬温泉線運行開始。
- 2005年（平成17年）10月1日 新・遠軽町発足により両者を統合し新・遠軽町営バスとなる。旧・丸瀬布町営バス上武利線は、路線名が丸瀬布上武利線となる。
- 2009年（平成21年）10月1日 遠軽丸瀬布線運行開始。

## 路線

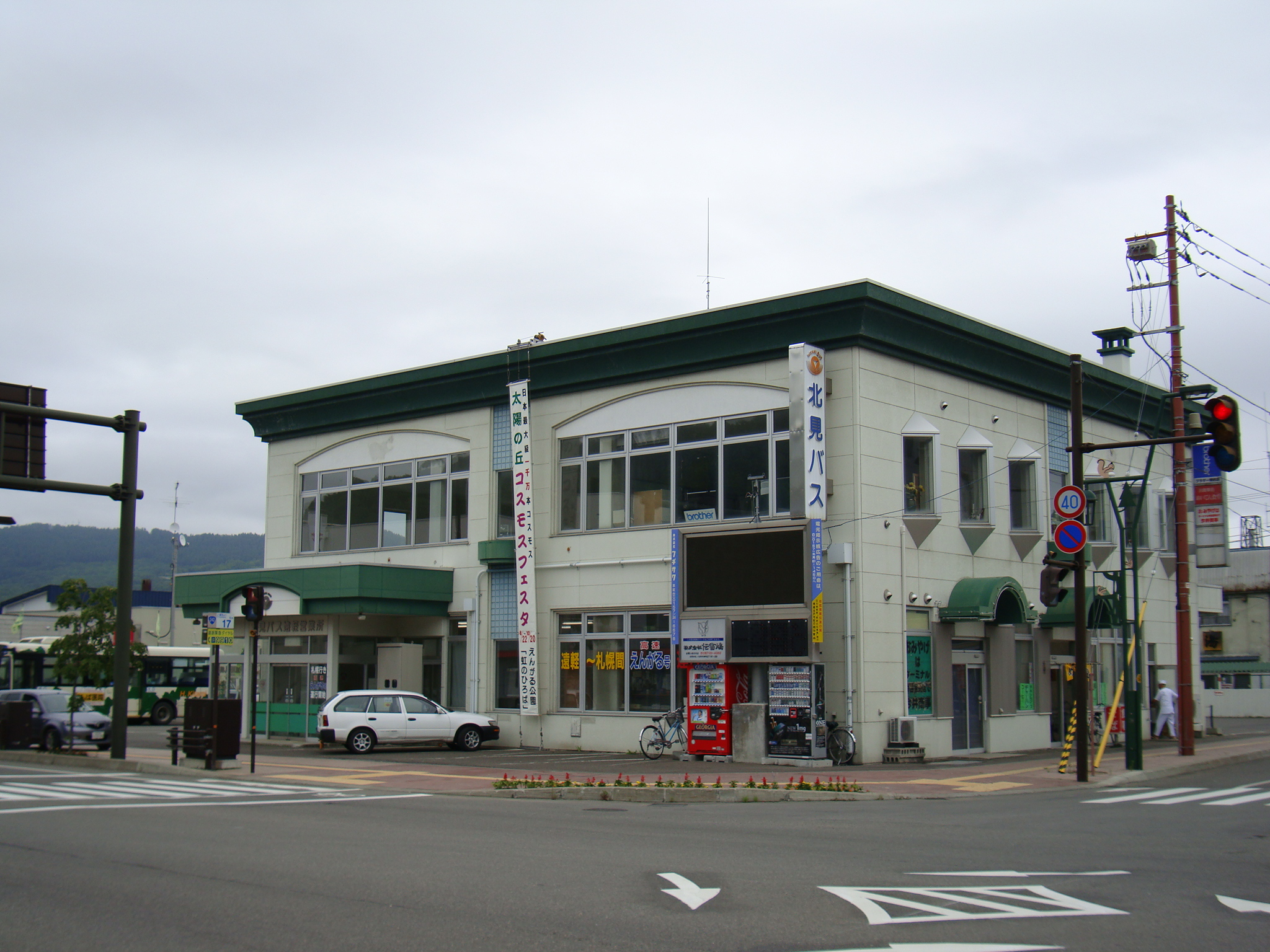
北海道北見バス遠軽営業所

遠軽は役場を起終点に、北海道北見バス遠軽営業所を経由して運行される。

### 社名渕線
- 遠軽 - 学田第一公園 - 留岡 - 若松 - 社名渕 - 千代田

1951年（昭和26年）に北見バスが遠軽 - 鴻之舞間を開設したが、1952年（昭和27年）に北紋バスへ営業権を譲渡、遠軽 - 鴻之舞 - 紋別間の路線となった。その後は住友金属鉱山鴻之舞工業所（鴻之舞鉱山）の閉鎖や、過疎化などによる沿線人口流出により不採算路線となり1971年（昭和46年）に廃止された後を受けて運行を開始した路線である。当初は白竜まで運行されたが、白竜地区の過疎化により千代田までに変更となった。

### 瀬戸瀬温泉線
- 遠軽 - 西町公住 - 43号線 - 栄野会館 - 瀬戸瀬小学校 - 湯の里 - 瀬戸瀬温泉

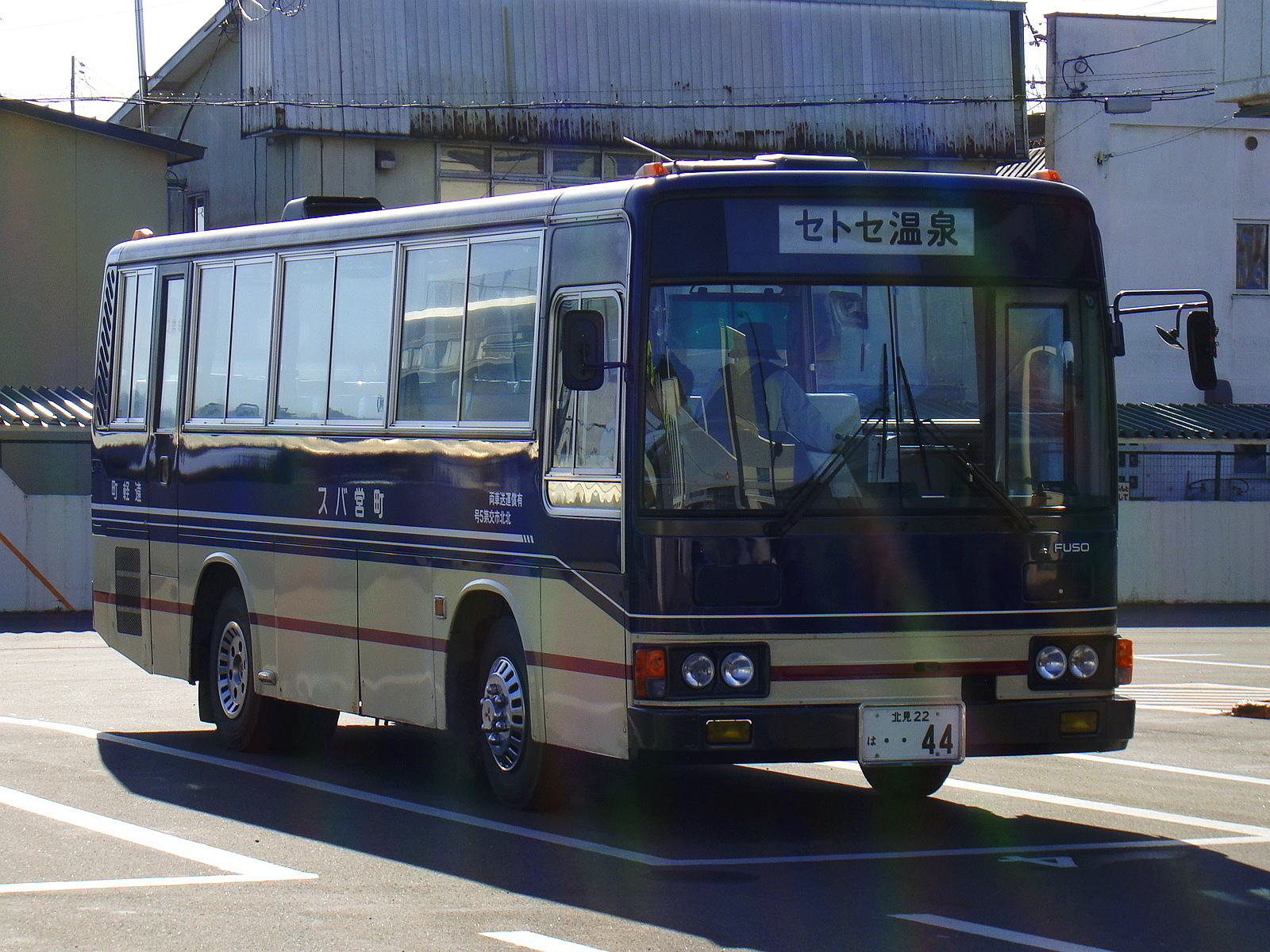
瀬戸瀬温泉線

北見バスが運行していたが、昭和40年代中盤より赤字が増大し、町が補助金を供出したものの好転せず、1973年（昭和48年）に廃止された後を受けて運行を開始した路線である。遠軽中心街に近い西町・清川地区はこのバスによってカバーされるが、通勤・通学など一般利用が多く瀬戸瀬温泉線だけでは支障が出ることから、清川43号線折り返し系統が5往復設定された。この折り返し系統は、1983年（昭和58年）11月1日に北見バスが遠軽町内循環線の運行を開始したことにより廃止された。2009年（平成21年）10月より遠軽丸瀬布線と接続を図るよう1便増回された。

### 丸瀬布上武利線
- 丸瀬布駅前 - 丸瀬布厚生病院 - 武利 - いこいの森 - 荒川沢 - 神居滝 - 丸瀬布温泉

北見バスが1950年（昭和25年）9月28日に遠軽 - 丸瀬布 - 上武利間の認可を取得。1953年（昭和28年）6月13日に丸瀬布 - 上武利間の運行を開始した。1964年（昭和39年）4月1日には神居滝から分岐する形で十五粁線の運行を開始したものの1年もたず同年中に廃止。上武利線は1973年（昭和48年）4月1日に廃止され、その後を受けて運行を開始した路線である。

### 遠軽丸瀬布線
- 遠軽 - 遠軽寿町 - 豊里団地 - 野上 - 瀬戸瀬小学校 - 瀬戸瀬 - 伊奈牛 - （丸瀬布小学校→西町→丸瀬布厚生病院→丸瀬布公営住宅→丸瀬布駅前→丸瀬布小学校）

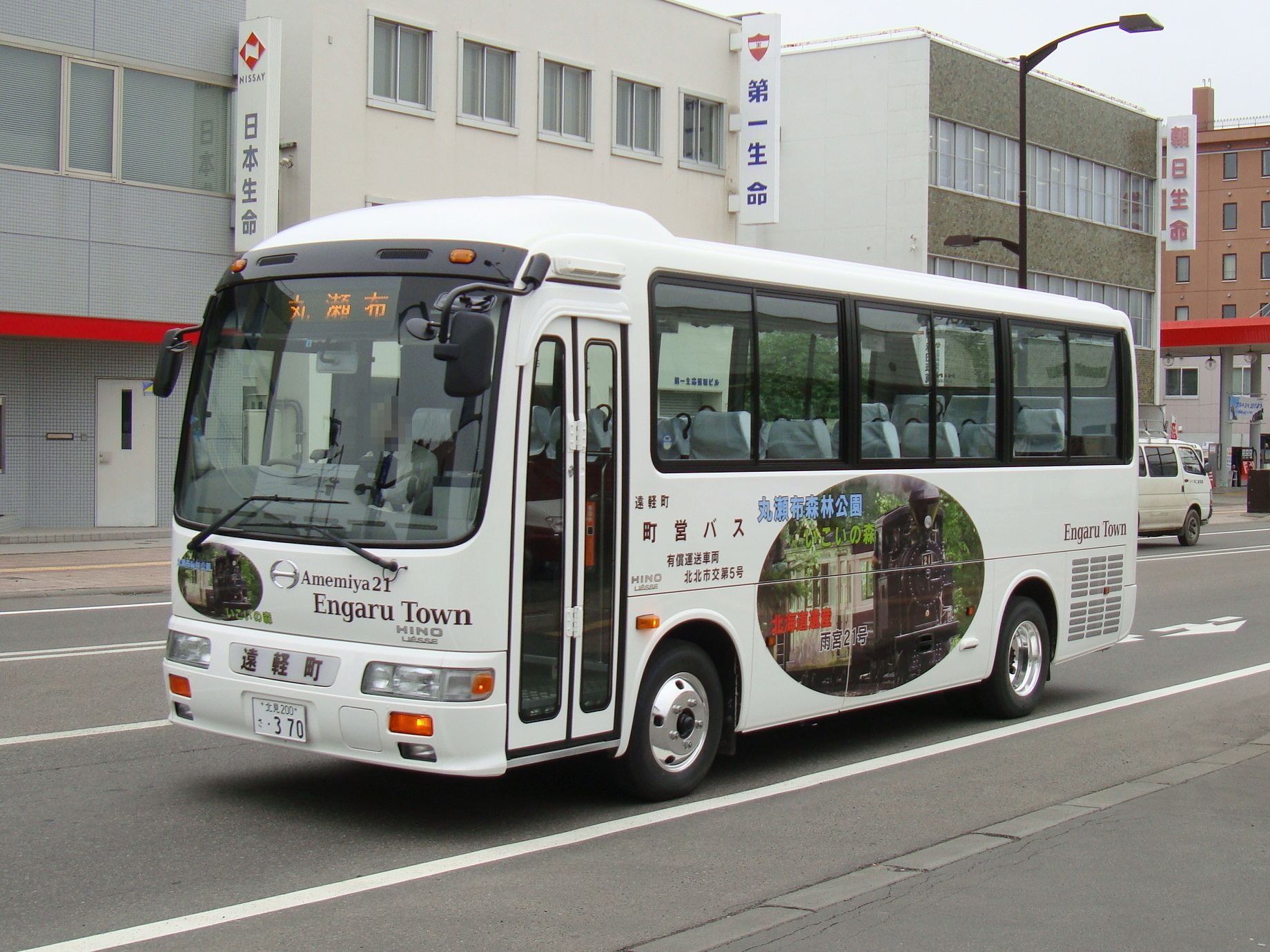
遠軽丸瀬布線

北見バスが1950年（昭和25年）10月より運行を開始した。1968年（昭和43年）の最ピーク時には16便が運行され、遠軽 - 湧別との直通系統や、丸瀬布線を延長する形で遠軽 - 丸瀬布 - 白滝も設定された。沿線人口の流出により1970年（昭和45年）以降は減便が続き、遠軽町・丸瀬布町が補助金を供出したものの好転せず、直近のダイヤ改正では3便となっていた。遠軽町からの補助金供出取り止めにより2009年（平成21年）10月1日に廃止され、その後を受けて運行を開始した路線である。瀬戸瀬小学校にて瀬戸瀬温泉線と接続し、遠軽市街から瀬戸瀬温泉へのアクセス向上が図られている。

### 白滝丸瀬布間福祉バス
- ほのぼの - 白滝駅前 - 白滝総合支所前 - 下白滝駅前 - 丸瀬布厚生病院

週3日運行の無料福祉バス。午前中に1往復の設定であったが、JR石北本線の列車減便を補うため遠軽丸瀬布線とともに1往復増回された。